# Horizonte Perdido (1937)
Horizonte Perdido (em inglês Lost Horizon) é um filme estadunidense de 1937, do gênero aventura, dirigido por Frank Capra e baseado em romance de James Hilton

## Sinopse
No início do século, avião conduzindo fugitivos da guerra na China cai em região inexplorada do Tibete, onde está Shangri-La, paraíso que oferece paz e longevidade.

## Elenco principal
- Ronald Colman .... Robert 'Bob' Conway
- Jane Wyatt .... Sondra Bizet
- Edward Everett Horton .... Alexander P. 'Lovey' Lovett
- John Howard .... George Conway
- Thomas Mitchell .... Henry Barnard
- Margo .... Maria
- Isabel Jewell .... Gloria Stone
- H.B. Warner .... Chang
- Sam Jaffe .... High Lama
- Noble Johnson (não-creditado)

## Prêmios e indicações
Oscar 1938 (EUA)
- Venceu nas categorias de melhor cenário e melhor edição.
- Indicado nas categorias de melhor ator coadjuvante (H.B. Warner), melhor diretor assistente (Charles C. Coleman), melhor trilha sonora, melhor filme e melhor som.